# John Leyton

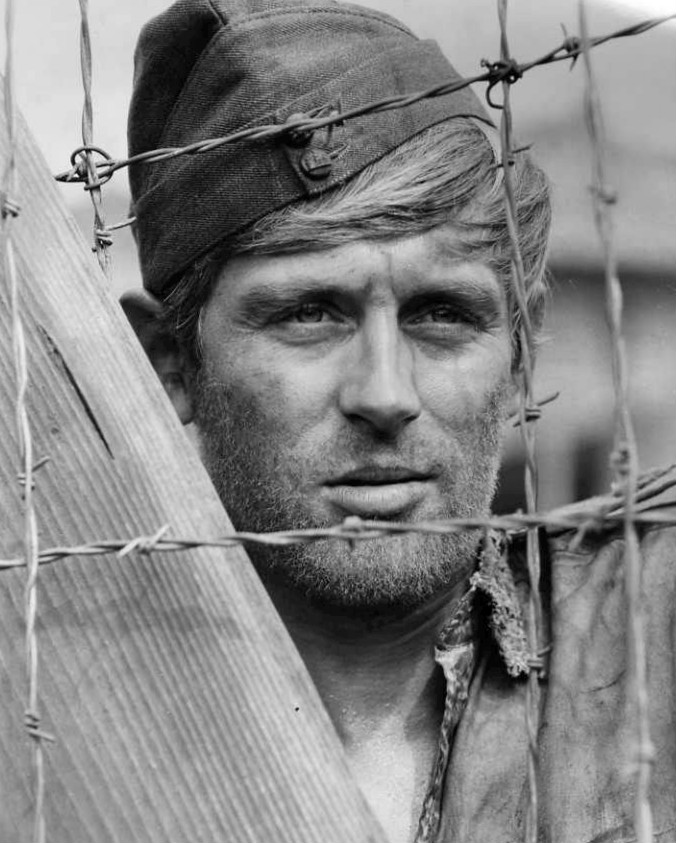
John Leyton als Lt. Orde im Film Colonel von Ryans Express (1965).

John Dudley Leyton (* 17. Februar 1939 in Frinton-on-Sea, Essex) ist ein englischer Sänger und Schauspieler.

## Karriere als Sänger
Leyton nahm nach Ableisten seiner Dienstpflicht Schauspielunterricht; seine erste größere Rolle bekam er 1960 in einer Produktion von Granada TV, die sein Gesicht bekannt und ihn vor allem bei jungen Mädchen beliebt machte. Dies führte dazu, dass Musikproduzent Joe Meek ihn zur Gesangsprobe einlud; daraus resultierte eine Singleplatte des Ray-Peterson-Liedes Tell Laura I Love Her auf dem kleinen Top-Rank-Label. Da dieses unmittelbar danach von EMI übernommen wurde und die Muttergesellschaft den Song gerade in einer Version von Ricky Valance auf dem britischen Markt veröffentlicht hatte, die es dann auch prompt auf Platz 1 der Charts bringen sollte, zog sie John Leytons Platte wieder zurück. Auch eine zweite 45er, The Girl on the Floor Above (auf dem HMV-Label erschienen), brachte dem singenden Schauspieler noch keinen Erfolg.

John Leyton – Johnny Remember Me

Der traf dann aber mit seiner dritten Platte umso stärker ein: Johnny Remember Me erreichte im August 1961 Platz 1 in den UK Singles Charts und hielt sich insgesamt vier Wochen an der Spitze. Dieses Lied sang er auch in der populären ATV-Fernsehserie Harpers West One, in der er einen Sänger namens Johnny Saint Cyr spielte, was zweifellos zur Verbreitung dieses Titels beigetragen hat. Johnny Remember Me ist eine eigentümliche Ballade, in der Leyton zu einem flotten, Country-ähnlichen Rhythmus über seine Liebe zu einer verstorbenen Frau singt, die ihm als Refrain mit einem „engelgleichen“ Sopran in sehr sphärischen Klängen mit der Titelzeile antwortet.

Auch die musikalisch sehr ähnliche Nachfolgeplatte Wild Wind brachte es bis auf Platz 2 in Großbritannien; seine anschließenden Veröffentlichungen erreichten teilweise noch mittlere Chartplatzierungen, konnten mit diesen beiden Hits allerdings nicht mehr Schritt halten. Daran änderte auch nichts der 1961 produzierte kurzen Musikfilm The Johnny Leyton Touch, in dem Leyton neben Wild Wind auch den Song Son. This is she singt, der 1962 als Single erschien.

## Karriere als Schauspieler
Dafür machte John Leyton sich aber einen Namen als Filmschauspieler, auch in den USA. Er war unter anderem in Gesprengte Ketten (neben Steve McQueen und Richard Attenborough; 1963), Schüsse in Batasi (erneut mit Attenborough und Mia Farrow; 1964) und Colonel von Ryans Express (an der Seite von Frank Sinatra; 1965) zu sehen. 1969 trat er noch einmal in einem Kassenfüller auf (Krakatoa – Das größte Abenteuer des letzten Jahrhunderts, auch unter dem Titel Volcano aufgeführt).
In den 1970ern wurden allerdings seine Engagements immer seltener, und auch der Versuch, mit neuen Platten als Sänger wieder Fuß zu fassen, schlug 1973 fehl. Deswegen zog er sich für rund anderthalb Jahrzehnte ganz aus dem Showbusiness zurück.

## Comeback
Ende der 1990er war der Sänger im Zuge der „Oldie Revivals“ plötzlich wieder gefragt und kehrte auf die Konzertbühne zurück, unter anderem in der Solid Gold Rock ’n’ Roll Show, bei der er unter anderem mit Marty Wilde und Joe Brown, später (2004) beispielsweise mit Showaddywaddy, Freddy Cannon und Craig Douglas, zu hören war.
Er bekam auch wieder kleinere Rollen in Filmen, zuletzt in dem 2005 abgedrehten Colour Me Kubrick an der Seite von John Malkovich. Im Mai 2006 veröffentlichte John Leyton im Vorfeld der Fußball-WM eine Single mit dem Titel Hi Ho, Come on England (zur Melodie von Jeff Becks Hi Ho Silver Lining), die an den Ladenkassen aber ähnlich erfolglos blieb wie die darin besungenen Fußballer in den deutschen Stadien.

## Diskografie

### Original-LPs
- The Two Sides of John Leyton (1961)
- Always Yours (1963)
- John Leyton (1973)

### Singles(ohne Re-Releases)
- 1960
  - Tell Laura I Love Her / Goodbye to Teenage Love
  - The Girl on the Floor Above / Terry Brown’s in Love With Mary Dee
- 1961
  - Johnny Remember Me / There Must Be
  - Wild Wind / You Took My Love for Granted
- 1962
  - Son, This Is She / Six White Horses
  - Lone Rider / Heart of Stone
  - Lonely City / It Would Be Easy
  - Down the River Nile / I Think I’m Falling in Love
  - Lonely Johnny / Keep On Loving You
- 1963
  - Cupboard Love / Land of Love
  - I’ll Cut Your Tail Off / The Great Escape
  - On Lovers Hill / Lovers Lane
  - Beautiful Dreamer / I Guess You Are Always on My Mind
  - Eine kann meine nur sein (The Great Escape March) / Einmal ist keinmal (I’ll Cut Your Tail Off) (in Deutschland)
- 1964
  - Make Love to Me / Missing You
  - Don’t Let Her Go Away / I Want a Love I Can See
  - All I Want Is You / Every Day’s a Holiday
- 1973
  - Dancing in the Graveyard / Riversong
- 1974
  - Rock ’n’ Roll / Highway Song
- 1994
  - Think We’re Talkin’ Love Here / What Happened (to the Song of My Life)
- 2002
  - Come On England / Jerusalem
- 2006
  - Hi Ho Come On England

## Filmografie (Auswahl)
- 1965: Colonel von Ryans Express (Von Ryan’s Express)